# Lepanthopsis constanzensis
Lepanthopsis constanzensis är en orkidéart som först beskrevs av Célestin Alfred Cogniaux, och fick sitt nu gällande namn av Leslie Andrew Garay. Lepanthopsis constanzensis ingår i släktet Lepanthopsis och familjen orkidéer. Inga underarter finns listade i Catalogue of Life.